# جیبوتی
جیبوتی با نام رسمی جمهوری جیبوتی (به عربی: جمهوریة جیبوتی، به فرانسوی: République de Djibouti) کشوری است در شاخ آفریقا.
پایتخت این کشور شهر جیبوتی با ۴۰۰٬۰۰۰ نفر جمعیت می‌باشد. این کشور از مستعمرات فرانسه بود که در ۲۷ ژوئن ۱۹۷۷ میلادی به استقلال رسید و کشوری مستقل شد.
جیبوتی از شمال باختری با اریتره، و از باختر و جنوب باختری با اتیوپی و از جنوب با سومالی مرز مشترک دارد.
جیبوتی از سوی خاور به ورودی تنگهٔ باب المندب و کنار خلیج عدن و دریای سرخ می‌رسد.
جیبوتی با ۹۸۸٬۰۰۰ نفر جمعیت در تخمین سال ۲۰۲۰ و ۲۳٬۲۰۰ کیلومتر مربع مساحت از کوچک‌ترین و کم‌جمعیت‌ترین کشورهای آفریقاست. ۹۴ درصد از مردم جیبوتی مسلمان و اهل تسنن هستند. زبان رسمی این کشور عربی و فرانسوی است، ولی عمده مردم به زبان قبایل محلی با یکدیگر صحبت می‌کنند.
دسترسی آسان جیبوتی به آب‌های بین‌المللی از یکسو، و ارتباط زمینی آن با کشورهای مرکزی قاره آفریقا از سوی دیگر، بر اهمیت راهبردی آن افزوده‌اند.
خاک جیبوتی مساعد برای کشاورزی نیست و مراتع طبیعی کمتر از ۵ درصد از خاک این کشور را تشکیل می‌دهند.
جیبوتی از اعضای اتحادیهٔ آفریقا و اتحادیهٔ عرب است. جیبوتی به پیمان‌های بین‌المللی تغییرات آب وهوا، بیابان‌زدایی، حفظ محیط زیست، قانون دریاها، حراست از لایه ازون و مقررات کشتیرانی پایبند است.

## تاریخ
این کشور از مستعمرات فرانسه بوده‌است که در اصل سومالی‌لند فرانسه نامیده می‌شده‌است. جیبوتی در روز ۲۷ ژوئن ۱۹۷۷ از فرانسه اعلام استقلال کرد و به جمهوری جیبوتی تغییر نام داد. جنگ‌های قومی بین عفار و ایساس (سومالیایی‌نژادها) بعد از استقلال نیز در جیبوتی ادامه داشت، تا اینکه بالاخره در سال ۱۹۹۴ موافقتنامه صلح میان اقوام درگیر جیبوتی به امضا رسید.

## سیاست

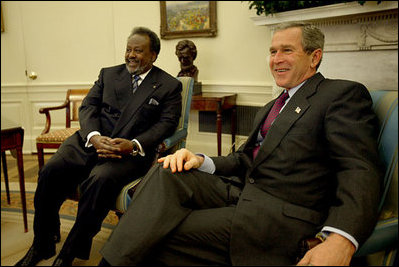
اسماعیل عمر غیله رئیس‌جمهور فعلی جیبوتی و جرج دابلیو. بوش رئیس‌جمهور وقت ایالات متحده، ژانویه ۲۰۰۳‏

حزب (RPP) تنها حزب سیاسی جیبوتی بین سالهای ۱۹۸۱ تا ۱۹۹۳ بود، در سال ۱۹۹۳ انتخابات به صورت چندحزبی در جیبوتی برگزار شد که حسن گولد آپتیدون که از ایساس بود به رئیس‌جمهوری انتخاب شد، بارکاد گوراد هامودو که از عفار بود در همین سال نخست‌وزیر جیبوتی شد. از سال ۱۹۹۹ اسماعیل عمر حیله به عنوان رئیس‌جمهور و در سال ۲۰۰۱ نیز دلیطه محمد دلیطه به سمت نخست‌وزیر منصوب شدند.
تعداد زیادی از آوارگان اتیوپی و سومالی در این کشور زندگی می‌کنند. تا سال ۱۹۹۱ شورش ارتشیان بر قسمت‌هایی از جیبوتی حکمفرما بود.
جیبوتی علاوه بر سازمان ملل، در بانک توسعه آفریقا، سازمان خواربار و کشاورزی ملل متحد، گروه ۷۷، بانک بین‌المللی ترمیم و توسعه، سازمان بین‌المللی هواپیمایی کشوری، جامعه بین‌المللی توسعه، بنگاه مالی بین‌المللی، سازمان بین‌المللی کار، صندوق بین‌المللی پول، سازمان بین‌المللی ارتباطات دور ماهواره‌ای، سازمان بین‌المللی پلیس جنایی، اتحادیه بین‌المللی ارتباطات دور، جنبش عدم تعهد، سازمان جهانی بهداشت، سازمان جهانی مالکیت معنوی و سازمان جهانی تجارت عضویت دارد.

## جغرافیا

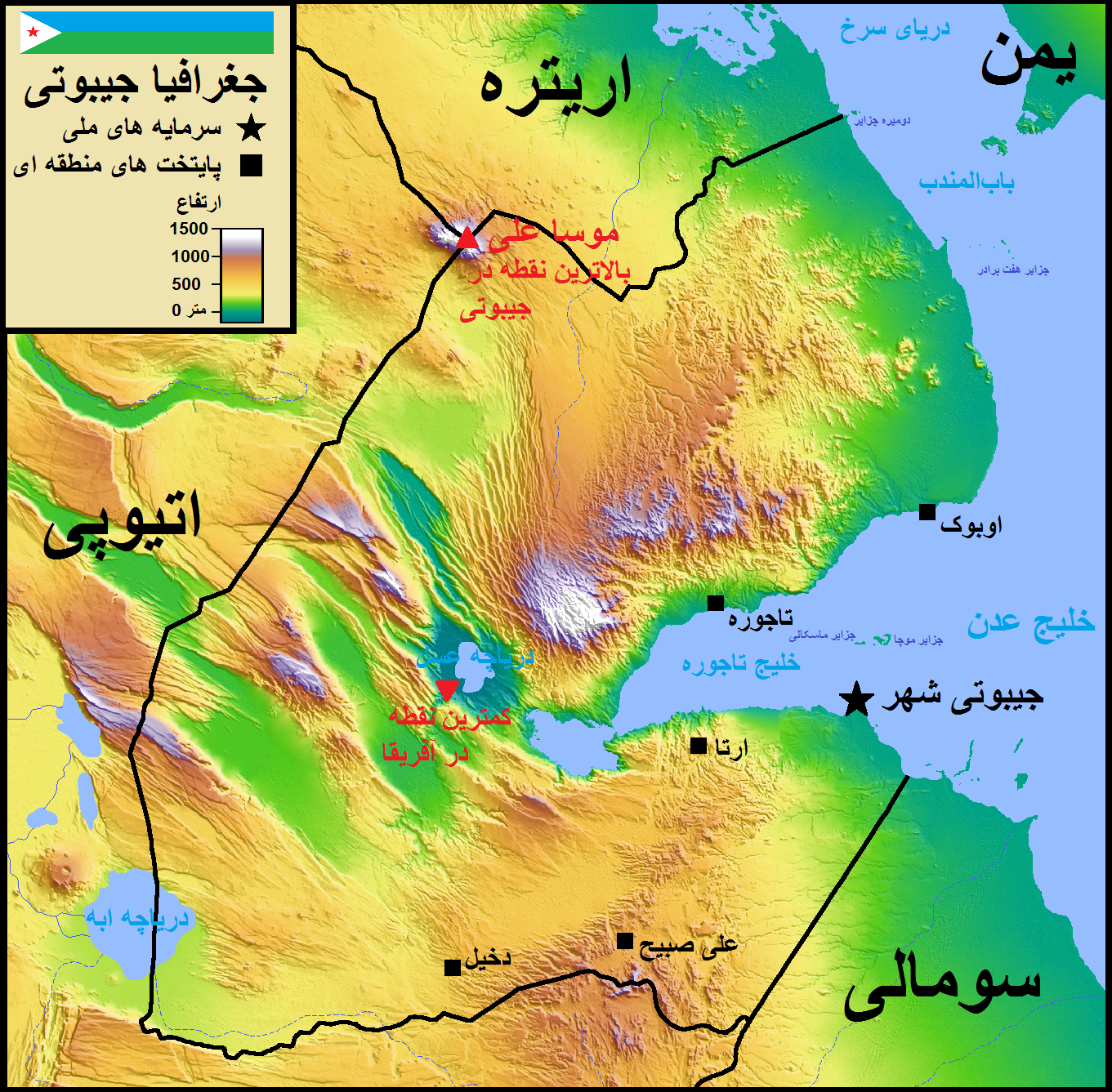
نقشه جیبوتی

جمهوری جیبوتی کشوری است واقع در شمال شرق آفریقا (شاخ آفریقا)، در ورودی تنگه باب المندب و در جوار خلیج عدن و دریای سرخ، بین اریتره و سومالی.
جیبوتی از شرق با اریتره، از جنوب و غرب با اتیوپی و از جنوب شرقی با سومالی همسایه است و بقیه مرزهای آن‌ها در کنار خلیج عدن و دریای سرخ قرار گرفته‌است.

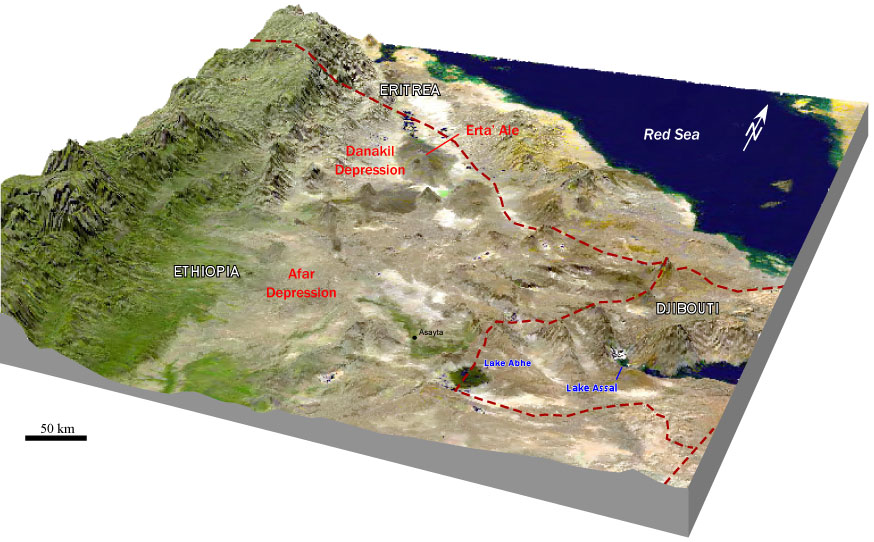
نقشه سه‌بعدی جیبوتی

مساحت جیبوتی ۲۳٬۲۰۰ کیلومتر مربع و جمیعت آن حدود ۹۸۸٬۰۰۰ نفر است. از شهرهای مهم جیبوتی می‌توان، علی سبیح ۸۰۰۰ نفر، تاجوارا ۲۵۰۰۰ نفر و دخیل با جمعیت ۳۰۰۰۰ نفر را نام برد.
حدود ۲۲ هزار و ۹۸۰ کیلومتر مربع از خاک این سرزمین در مناطق خشکی و بقیه در زیر آب قرار دارد. جیبوتی از سمت جنوب به طول ۵۸ کیلومتر با سومالی، از سمت غرب به طول ۳۴۹ کیلومتر با اتیوپی و از سمت شمال به طول ۱۰۹ کیلومتر با اریتره مرز مشترک دارد. بخش شرقی جیبوتی ۳۱۴ کیلومتر از ساحل خلیج عدن را تشکیل می‌دهد.
جیبوتی از دو بخش کوهستانی و فلاتی تشکیل شده و ارتفاعات شمالی آن تا حدودی پرباران است، ولی در نقاط دیگر آن فقط هنگام وزش بادهای موسمی، بارندگی صورت می‌گیرد. این سرزمین در سایر مناطق آب و هوای گرم و سوزان دارد. پستترین نقطه جیبوتی در منطقه «عسل» حداقل ۱۵۵ متر پایین‌تر از سطح آب‌های بین‌المللی است و ارتفاع بلندترین نقطه این کشور در تپه‌های «موسی علی» به ۲ هزار و ۲۸ متر می‌رسد.
جیبوتی به لحاظ فرورفتگی آب خلیج عدن در خاک خود، حایز اهمیت ویژه‌ای است و در دادوستدهای سیاسی و اقتصادی منطقه شرق آفریقا، جزو کشورهای راهبردی به‌شمار می‌آید.

## نیروی نظامی

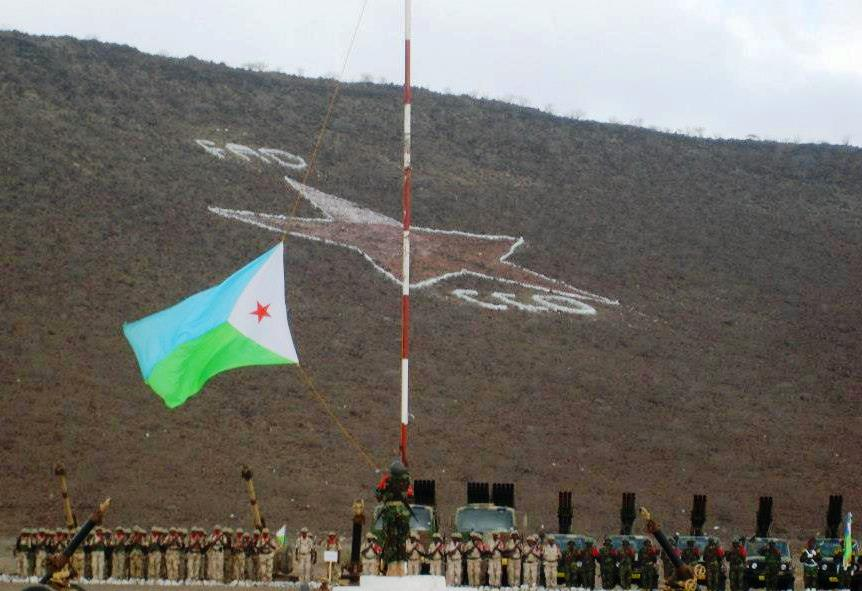
کمپ ماریاما در منطقه عرتا، آوریل ۲۰۱۴

ارتش جیبوتی، الجیش الجیبوتی یا Ciidanka Jabuuti متشکل از ۱۶ هزار نفر نیروی بومی و ۹۵۰۰ نفر ذخیره است که در شاخه‌های دریای، هوایی و زمینی به دفاع از این کشور مشغول هستند. فرمانده ارشد آن پرزیدنت اسماعیل عمر غیله رئیس‌جمهور وقت جیبوتی می‌باشد. از جمله بزرگ‌ترین حامیان ارتش جیبوتی کشورهایی همچون ایالت متحده، فرانسه، ایتالیا، ژاپن و چین هستند. به گفته کارشناسان ارتش جیبوتی که تمرکز ویژه ای روی نیروی دریای خود دارد یکی از بازیگران مهم تنگه باب‌المندب است. نیروی دریایی آن از سال ۲۰۱۶ به دلیل انجام ماموریت‌های کنترلی وارد این تنگه و دریای سرخ شده‌اند و با حمایت مستقیم مالی و اطلاعاتی عربستان سعودی مشغول مقابله دریایی با قایق‌های جنگی شبه نظامیان انصارالله یمن تحت حمایت جمهوری اسلامی ایران است. از ماموریت‌های برون مرزی ارتش جیبوتی می‌توان به برقراری نظم در کشور سومالی و سودان اشاره کرد که طبق بیانیه سازمان ملل جیبوتی به همراه سه کشور دیگر وظیفه برقراری امنیت بخش‌هایی از کشورهای نامبرده را دارند. اولین کمک نظامی جیبوتی به حفظ صلح سازمان ملل در سال ۲۰۱۰ در دارفور، سودان بود.
در حال حاضر این کشور روابط گسترده نظامی خود را با ارتش چین برقرار کرده و سربازانش در پایگاه بزرگ این کشور تحت آموزش مستشاران چینی قرار دارند.

## تقسیمات کشوری

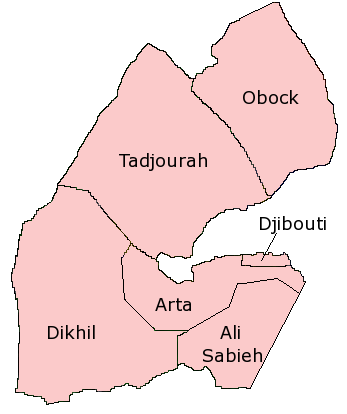
نقشه تقسیمات کشوری جیبوتی

| منطقه                                 | مساحت (km2) | جمعیت (۲۰۱۰)   | مرکز         |
| ------------------------------------- | ----------- | -------------- | ------------ |
| منطقه علی صبیح، (Région d'Ali Sabieh) | ۲٬۲۰۰       | ۷۱٬۶۴۰         | علی صبیح     |
| منطقه عرتا، (Région d'Arta)           | ۱٬۸۰۰       | ۴۰٬۱۶۳         | ارتا، جیبوتی |
| منطقه دخیل، (Région de Dikhil)        | ۷٬۲۰۰       | ۸۳٬۴۰۹         | دخیل         |
| جیبوتی، (Ville de Djibouti)           | ۲۰۰         | ۵۲۹٬۹۰۰ (۲۰۱۵) | جیبوتی       |
| منطقه اوبوک، (Région d'Obock)         | ۴٬۷۰۰       | ۳۶٬۰۸۳         | اوبوک        |
| منطقه تاجوره، (Région de Tadjourah)   | ۷٬۱۰۰       | ۸۴٬۰۴۱         | تاجوره       |

## اقتصاد

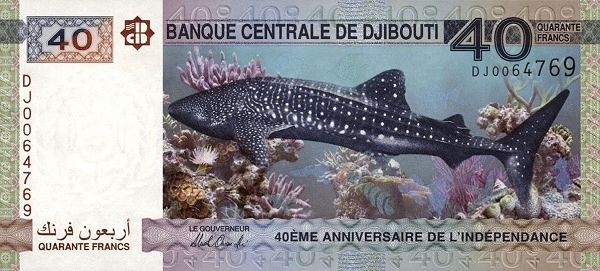
اسکناس ۴۰ فرانک جیبوتی پول رایج جیبوتی

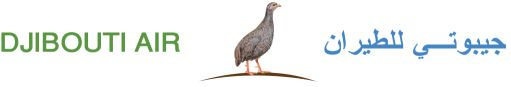
جیبوتی ایر شرکت هواپیمایی

واحد پول جیبوتی فرانک جیبوتی با یکای جزء سانتیم است. از نظر صادراتی، صادرات جیبوتی را فراورده‌های کشاورزی تشکیل می‌دهد، گوشت شتر و گوسفند و میوه و سبزیجات در رده مهم‌ترین تولیدات بخش کشاورزی و دامپروری جیبوتی قرار دارند. این کشور از لحاظ ذخایر معدنی در فقر شدید به سر می‌برد و کانی باارزشی ندارد.
این کشور به عنوان یک منطقه آزاد تجاری-صنعتی در شمال شرقی قاره آفریقا، اساس اقتصاد خود را بر مبنای ارائه خدمات بازرگانی به سایر کشورها بنا نهاده‌است.
ترانزیت کالا و خدمات ترابری محموله‌های عبوری از خلیج عدن، منبع درآمد اصلی مردم جیبوتی را تشکیل می‌دهد و بخش صنعت و کشاورزی این کشور چندان رونقی ندارد.

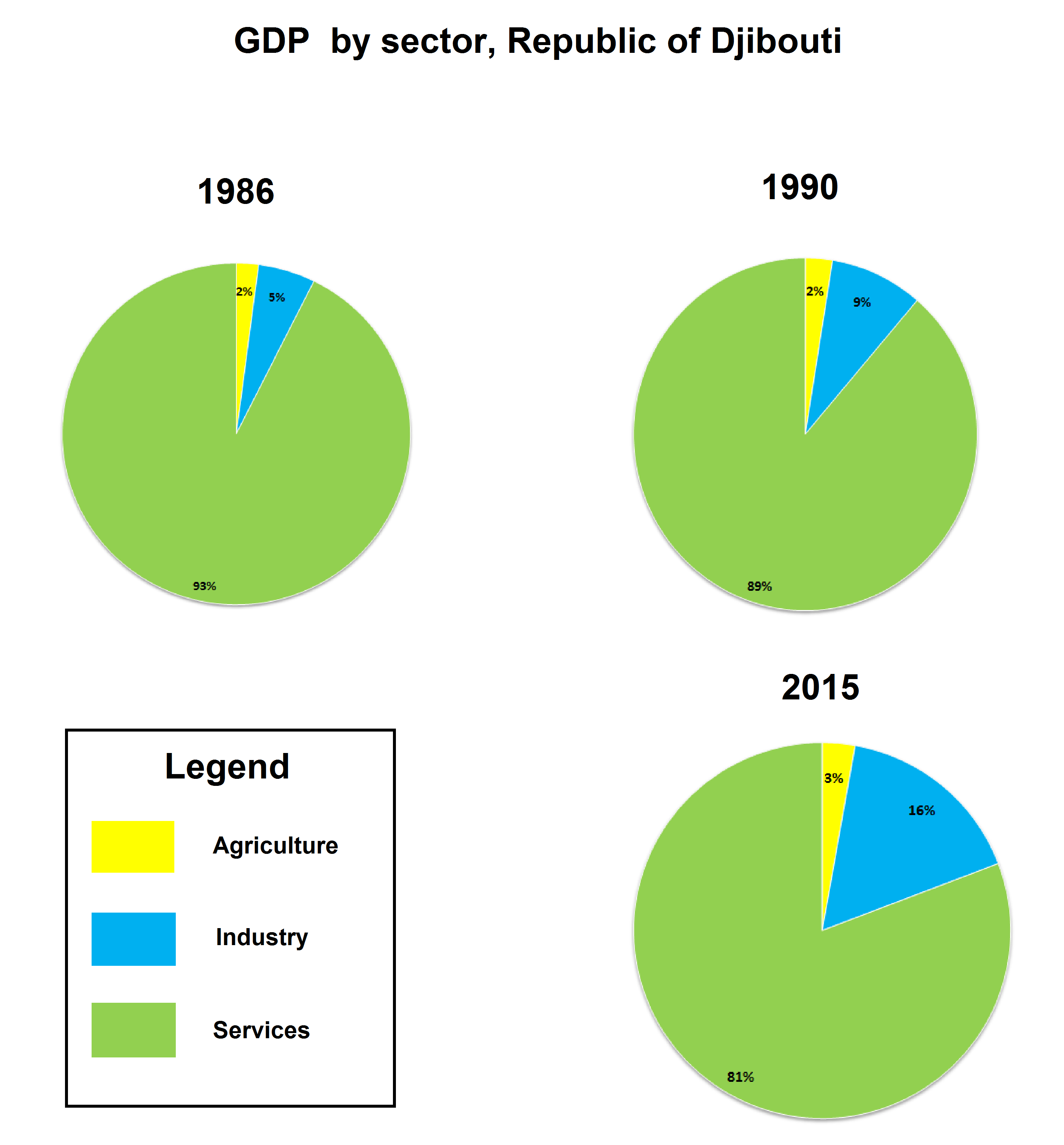
نمودار دایره‌ای از تولید ناخالص داخلی جیبوتی طی سال‌ها

نرخ تولید ناخالص داخلی جیبوتی در پایان سال ۲۰۰۲ به حدود ۵۸۶ میلیون دلار رسید. نرخ رشد تولید ناخالص داخلی این کشور یک دهم درصد است، درحالی‌که میانگین نرخ یادشده در فاصله سال‌های ۱۹۹۰ تا ۱۹۹۸ حدود ۱٫۳ درصد بود.
جیبوتی کشور تقریباً فقیری است و درآمد سرانه ملی آن به ۱۴۰۰ دلار در سال می‌رسد. از سوی دیگر، حدود ۵۰ درصد از جمعیت این سرزمین، زیر خط فقر زندگی می‌کنند و نرخ بالای بیکاری (۴۰ تا ۵۰ درصد) بزرگ‌ترین مشکل اقتصادی جیبوتی به‌شمار می‌رود.
فراورده‌های کشاورزی حدود ۳ درصد، صنعتی ۱۰ درصد و فعالیت‌های خدماتی بیشتر از ۸۷ درصد تولید ناخالص جیبوتی را تشکیل می‌دهند.
جیبوتی حدود ۲ درصد نرخ تورم و بالغ بر ۲۸۲ هزار نفر نیروی کار دارد. همچنین، ظرفیت تولید انرژی الکتریکی جیبوتی به ۱۸۰ میلیون کیلووات ساعت می‌رسد.
کشور جیبوتی با دریافت حق تردد از کشتی‌ها و نفتکش‌هایی که از تنگه باب‌المندب گذر می‌کنند بخشی از بودجه خود را تأمین می‌کند.

## مردم

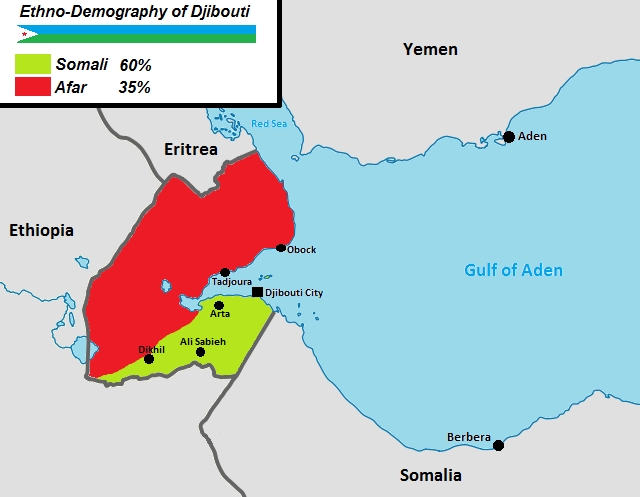
نقشه قومی-مردم‌شناسی جیبوتی

حدود ۹۴٪ مردم این کشور مسلمان و ۶٪ مسیحی می‌باشند.
۴۶ ٪ نژاد مردم جیبوتی را ایساس یا سومالیایی تبارها، ۳۵ ٪ را عفار و ۱۱ ٪ را نیز عرب تشکیل می‌دهند، غالب مسلمانان این کشور مسلمان سنی (شافعی) و درصدی هم اهل فرقه صوفیه هستند.
زبان‌های رسمی آن عربی و فرانسوی است اما بیشتر مردم به دو زبان عفاری و سومالی صحبت می‌کنند. دو قوم اصلی ساکن این کشور عفارها و سومالی‌ها هستند بقیهٔ جمعیت هم اروپایی (عمدتاً فرانسوی و ایتالیایی)، عرب و اتیوپیایی می‌باشند.
هم‌اینک نزدیک به ۸۳٫۱ درصد از جمعیت جیبوتی در مناطق شهری ساکن هستند.
کمبود امکانات بهداشتی و دارویی از یک طرف، و شیوع گسترده بیماری‌های مرگبار مانند هپاتیت، ایدز، حصبه و وبا از سوی دیگر، رشد مرگ‌ومیر نوزادان جیبوتی را به همراه داشته‌است.

## نگارخانه

نشان ملی جیبوتی
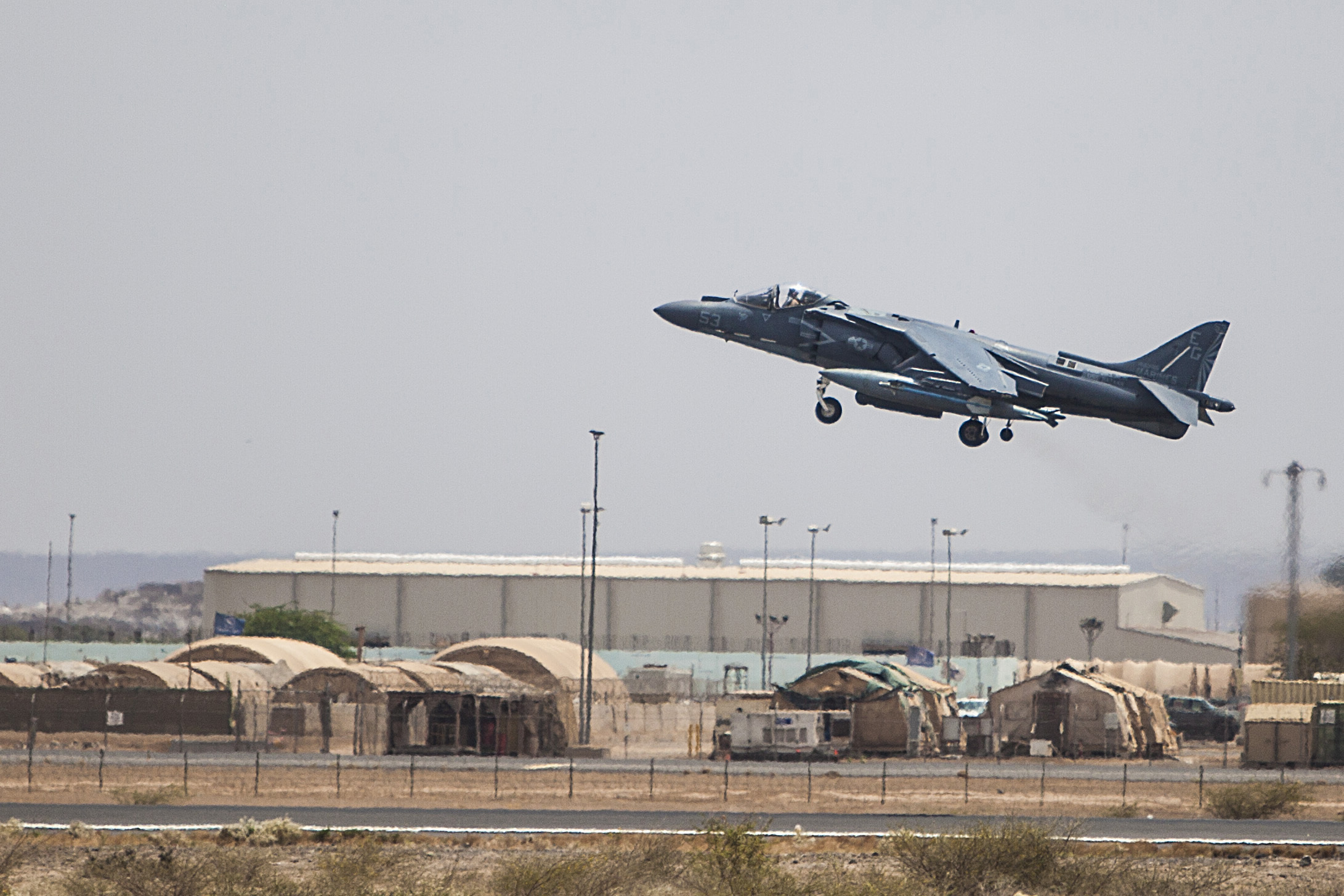
کمپ لمونیه در جیبوتی
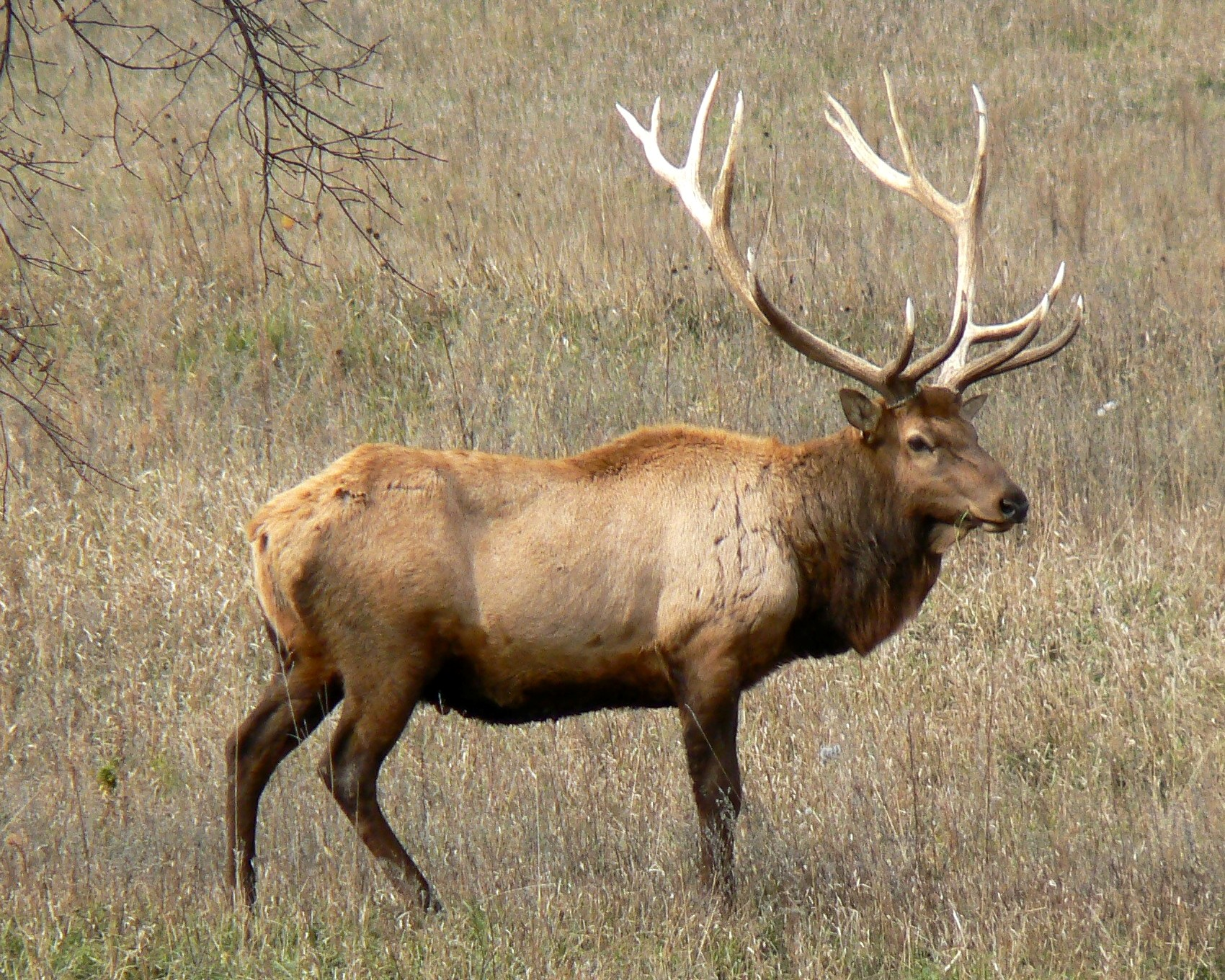
واپیتی جانور ملی جیبوتی
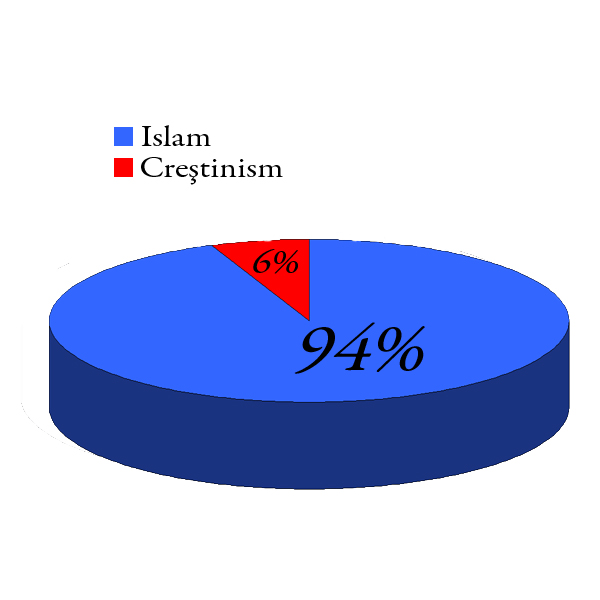
درصد پیروان ادیان در جیبوتی
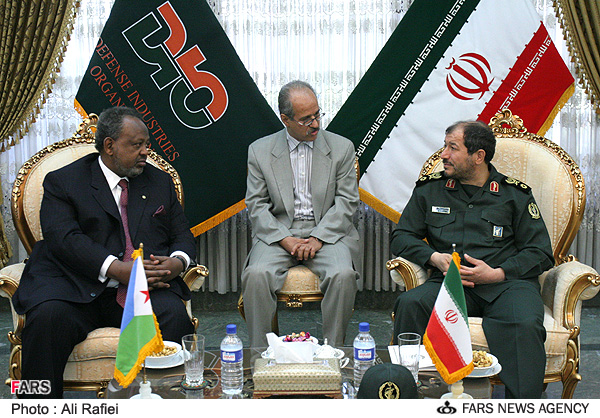
مصطفی محمدنجار و اسماعیل عمر غیله